# 텔레네슈티구
텔레네슈티구(루마니아어: Teleneşti)는 몰도바 중부에 위치한 구로 행정 중심지는 텔레네슈티이며 면적은 849km2, 인구는 74,200명(2011년 기준)이다. 북쪽으로는 숄더네슈티 구와 플로레슈티 구, 북동쪽으로는 레지나 구, 동쪽과 남동쪽으로는 오르헤이 구, 남쪽으로는 컬러라시 구, 남서쪽으로는 운게니 구, 서쪽과 북서쪽으로는 슨제레이 구와 접한다.

## 인구
| 연도 | 인구   | ±%     |
| ---- | ------ | ------ |
| 1959 | 61,794 | —      |
| 1970 | 76,349 | +23.6% |
| 1979 | 74,987 | −1.8%  |
| 1989 | 74,417 | −0.8%  |
| 2004 | 70,126 | −5.8%  |